# Chionachne gigantea
Chionachne gigantea là một loài thực vật có hoa trong họ Hòa thảo. Loài này được (J.Koenig) Veldkamp mô tả khoa học đầu tiên năm 2002.